# Rahuimokairoa
Rahuimokairoa est une colline culminant à 403 mètres d'altitude, qui domine la péninsule de Māhia dans la région de Hawke's Bay de l'île du Nord de la Nouvelle-Zélande.
La localité la plus proche, Nuhaka, se trouve à 18 km au nord-ouest, alors que la capitale Wellington est à une distance de 400 km au sud-ouest. Le site attire de nombreux touristes pour la beauté de ses baies et de ses criques.
La température moyenne est de 13 °C. Le mois le plus chaud est janvier, à 18 °C, et le mois d'août le plus froid, à 8 °C. La pluviométrie moyenne est de 1 211 millimètres par an. Le mois le plus humide est avril, avec 149 millimètres de pluie, et le mois d'octobre le plus humide, avec 42 millimètres.